# The Pursuit of the Smugglers
The Pursuit of the Smugglers è un cortometraggio muto del 1913 diretto da J.P. McGowan.

## Produzione
Il film fu prodotto dalla Kalem Company. Le riprese del film furono effettuate a Jacksonville, in Florida.

## Distribuzione
Distribuito dalla General Film Company, il film, un cortometraggio in una bobina, uscì nelle sale cinematografiche USA il 9 aprile 1913.